# پاول لدنیوف
پاول لدنیوف (روسی: Павел Серафимович Леднëв؛ ۲۵ مارس ۱۹۴۳ – ۲۳ نوامبر ۲۰۱۰) ورزشکار پنج‌گانه مدرن اهل اتحاد جماهیر شوروی سوسیالیستی بود.
وی در مسابقات کشوری و بین‌المللی در مجموع برندهٔ ۸ مدال طلا، ۳ مدال نقره، ۵ مدال برنز شده‌است.